# 北真岡站

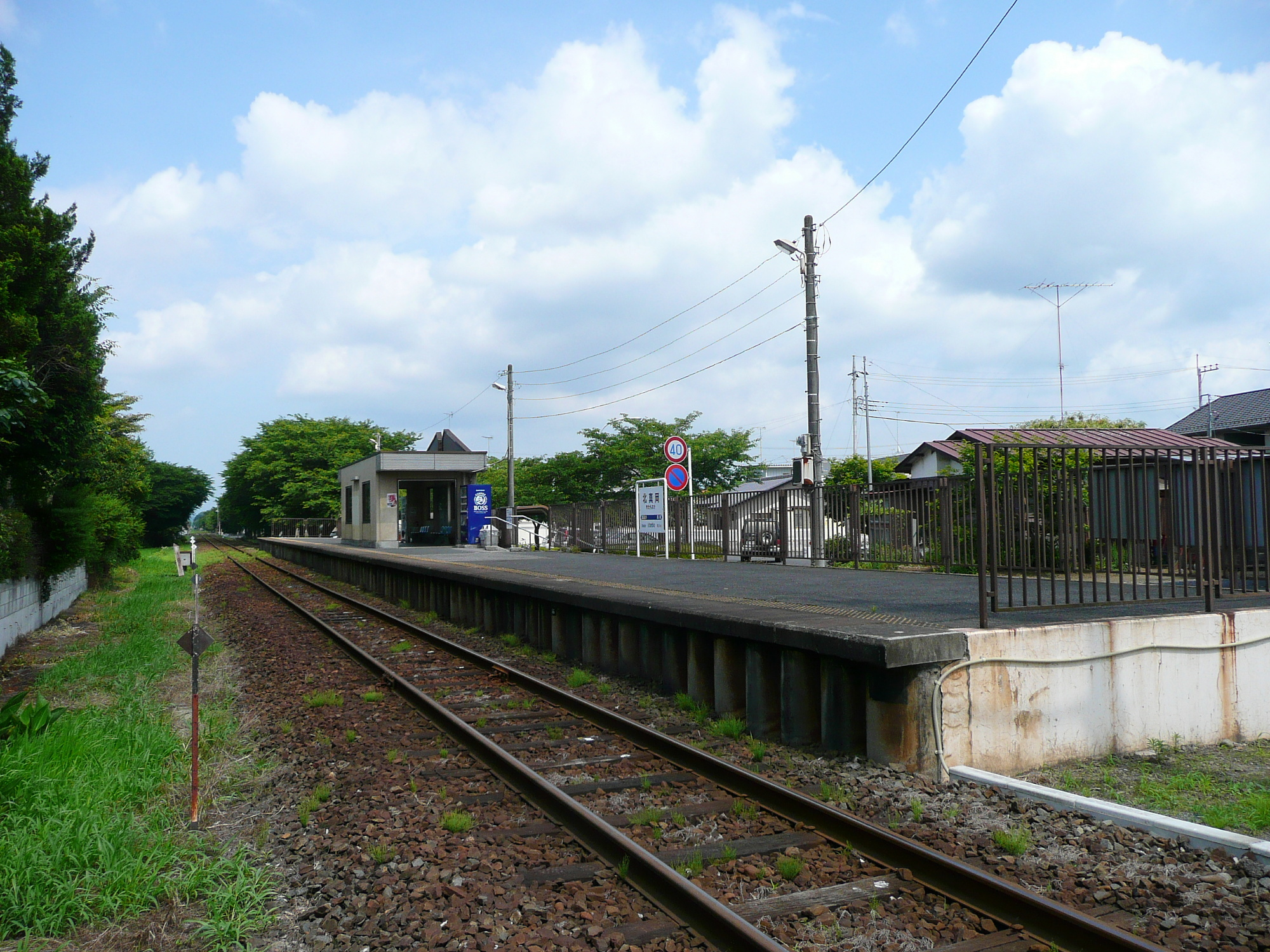
月台（2008年6月）

北真岡站（日语：／ Kitamōka eki */?）是位於栃木縣真岡市熊倉町，屬於真岡鐵道的真岡線車站。

## 歷史
- 1955年（昭和30年）4月1日 - 日本國有鐵道真岡線車站啟用[1]。
- 1987年（昭和62年）4月1日 - 伴隨國鐵分割民營化，車站由東日本旅客鐵道（JR東日本）營運。
- 1988年（昭和63年）4月11日 - 真岡線由真岡鐵道接管，成為真岡鐵道線車站[1]。同時車站名稱讀法由「きたもうか」改為「きたもおか」[1]。

## 車站構造
此站是地面車站，設有1面1線的單式月台。此站是無人車站，站內沒有設置站房，僅在月台上設置上蓋候車室。此站設有2座出入口，並直接連接一般道路。站內設有供輪椅人士的斜道，站前則設有單車停泊處，以及接送專用的停車場、公共電話和公廁。

## 使用狀況
以下為近年乘車人次變化。
| 乘車人員變化 | 乘車人員變化 |
| 年度         | 1日平均人次  |
| ------------ | ------------ |
| 2007         | 88           |
| 2008         | 109          |
| 2009         | 120          |
| 2010         | 98           |
| 2011         | 95           |
| 2012         | 104          |
| 2013         | 92           |
| 2014         | 105          |
| 2015         | 85           |
| 2016         | 100          |
| 2017         | 95           |
| 2018         | 96           |

## 車站周邊
- 栃木縣道156號石末真岡線（日语：栃木県道156号石末真岡線） - 位於車站西方。
- 芳賀紅十字醫院（日语：芳賀赤十字病院） - 2019年遷移至現地。距離此站約500米，步行約7分鐘。
- 栃木縣健康福祉中心 - 車站南邊。
- Sanki真岡店　- 車站南邊。
- 萩田稻荷神社
- 高根澤內科診所（個人開業的診所） - 車站南邊。
- 河內（日语：カワチ薬品）真岡東店 - 車站南邊。
- 真岡市立真岡小學
- 大前惠比壽神社（日语：大前恵比寿神社）
- 真岡觀光松鼠村（真岡松鼠村 親睦之里） - 2020年10月關閉[3]。車站東邊步行10分鐘。飼養了松鼠、土撥鼠、松鼠猴、兔、迷仔馬等動物。

## 巴士路線
「北真岡站」巴士站
- 真岡市社區巴士（日语：真岡市コミュニティバス）「草莓巴士」[4]
  - 右回 芳賀紅十字醫院（日语：芳賀赤十字病院）、真岡市政廳、真岡女子高校（日语：栃木県立真岡女子高等学校）方向
  - 左回 芳賀紅十字醫院、荒町二丁目、真岡站東出口方向

## 其他
- 電視劇《美味百貨地下（日语：おいしい銀座）》（朝日電視台系，鈴木亞美主演，於2008年1月4日播映）於此站取景。

## 相鄰車站
真岡鐵道
真岡線
真岡－北真岡－西田井

## 注腳
1. 1 2 3 4  曾根悟（監修）. 朝日新聞出版分冊百科編集部（編集） , 编. . 週刊朝日百科. 21号 関東鉄道・真岡鐵道・首都圏新都市鉄道・流鉄. 朝日新聞出版. 2011-08-07: 18–19 （日语）.
2. ↑  真岡市統計書
3. ↑  観光けん引21年に幕　親子ら1200人別れ惜しむ　真岡りす村閉園【動画】｜県内主要,動画,社会｜下野新聞「SOON」ニュース｜下野新聞 SOON(スーン) （页面存档备份，存于）（日語） - 2020年1月3日閲覧。
4. ↑  いちごバス運行ルート図PDF（日語）2019年3月28日參閲

## 外部連結
- 北真岡站 （页面存档备份，存于）（日語） - 真岡鐵道官方網站